# Var, Sălaj

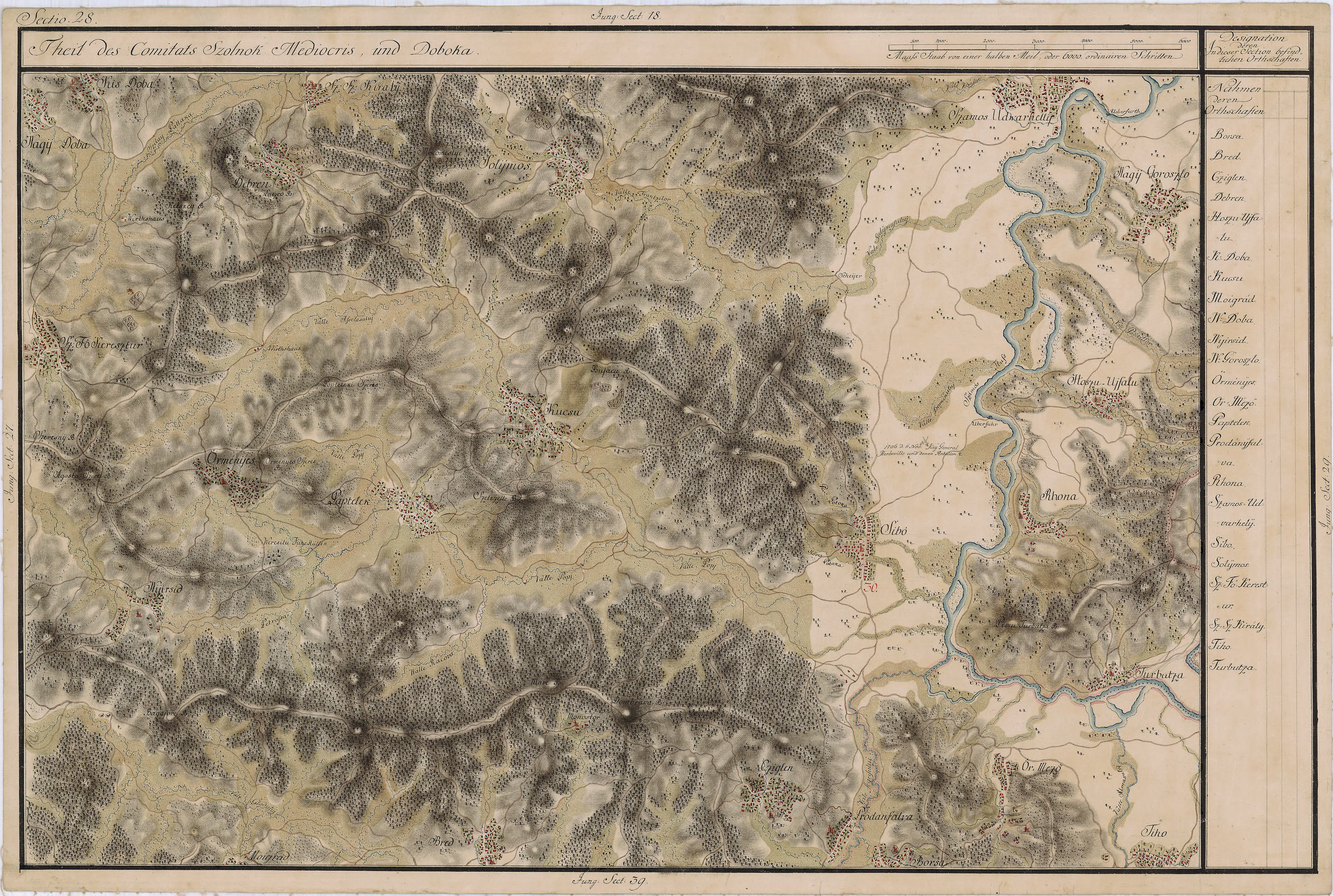
Var în Harta Iosefină a Transilvaniei, 1769-1773

Var (în maghiară Szamosőrmező) este un sat ce aparține orașului Jibou din județul Sălaj, Transilvania, România. Se află în partea de est a județului. La recensământul din 2002 avea o populație de 503 locuitori.

## Lăcașuri de cult
- Biserica românească din lemn „Sfinții Arhanghelii Mihail și Gavril” din secolul XVIII.

## Galerie de imagini

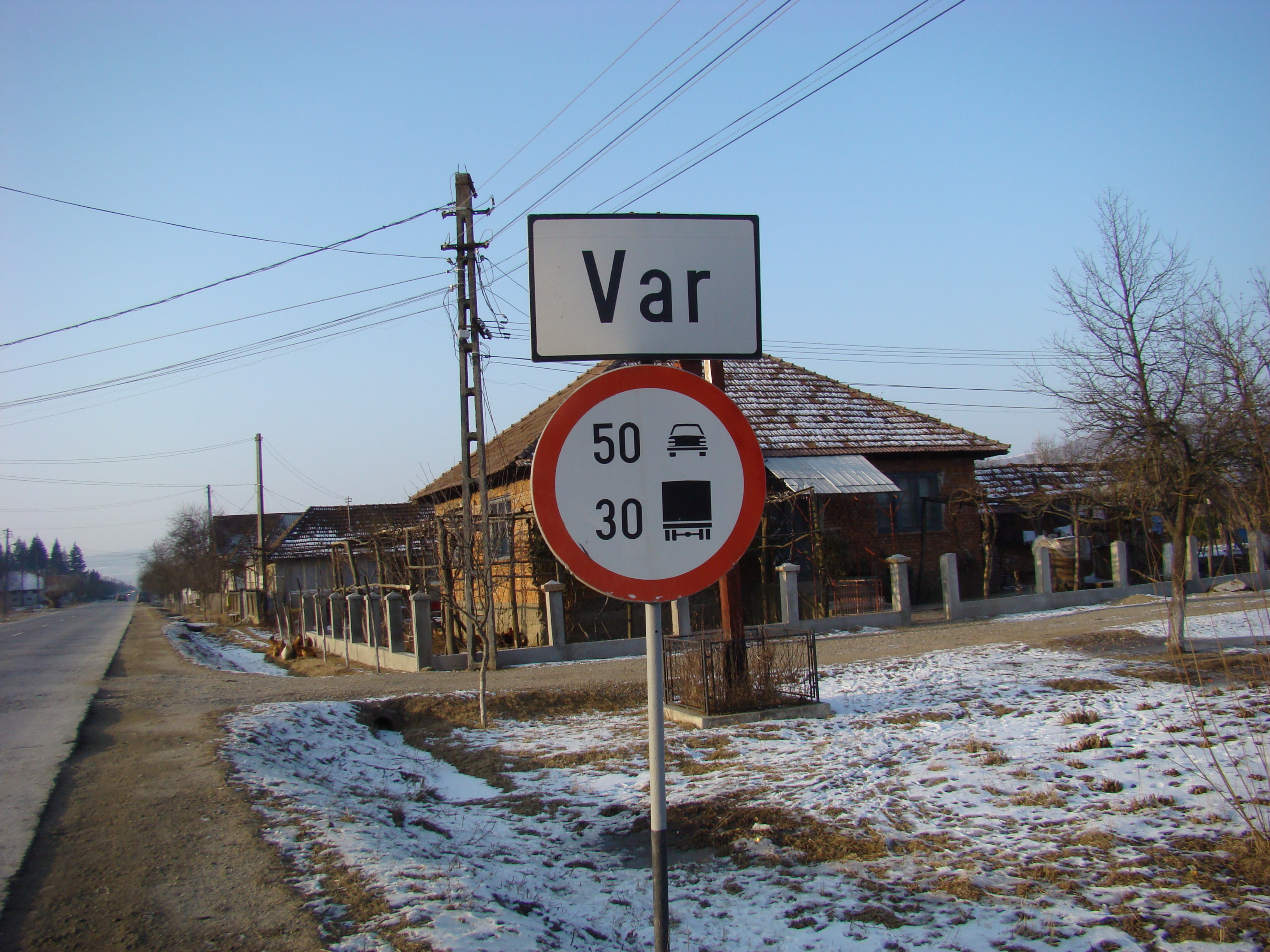
Intrarea în localitate
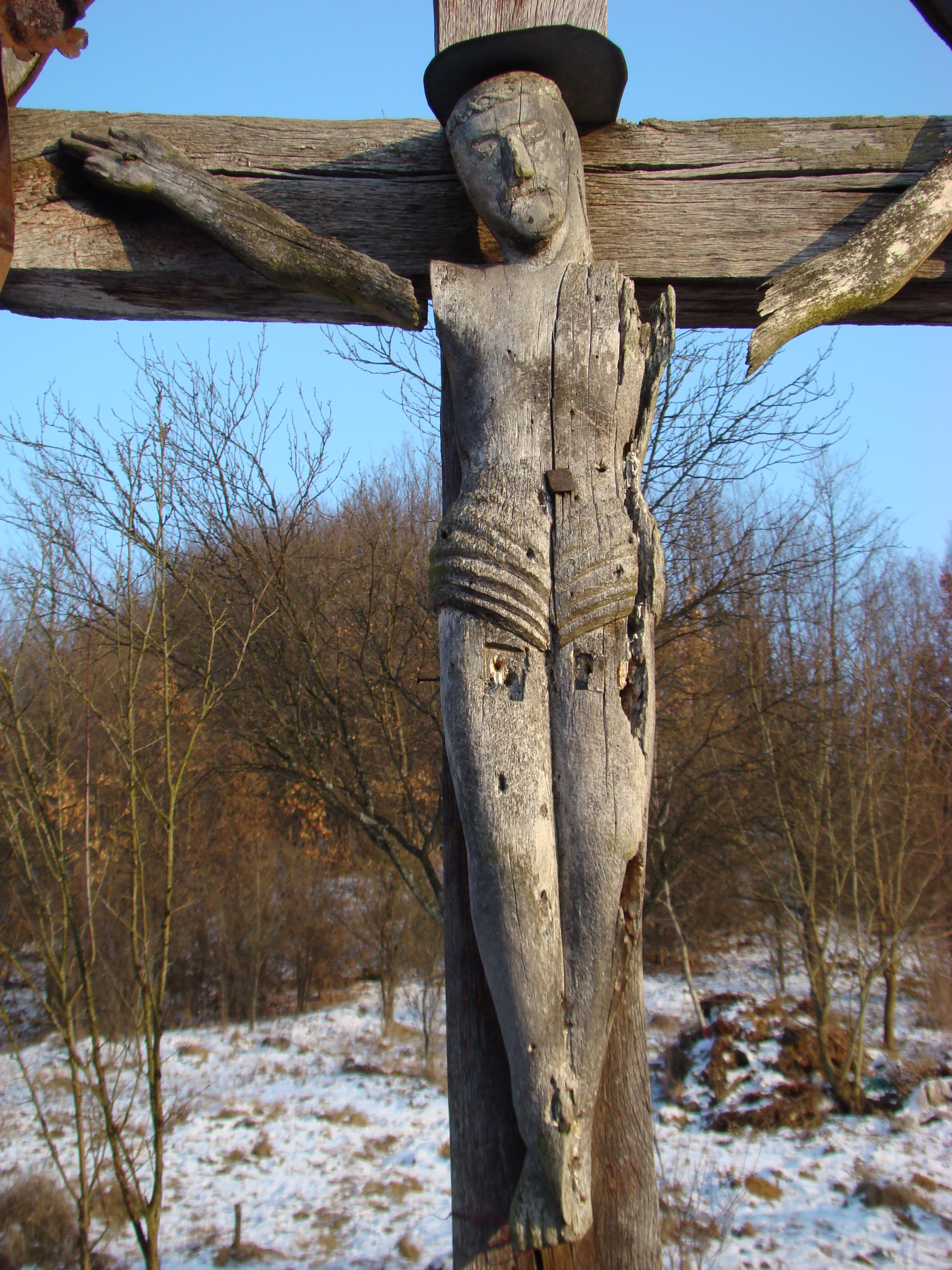
Crucea lui Iisus Hristos
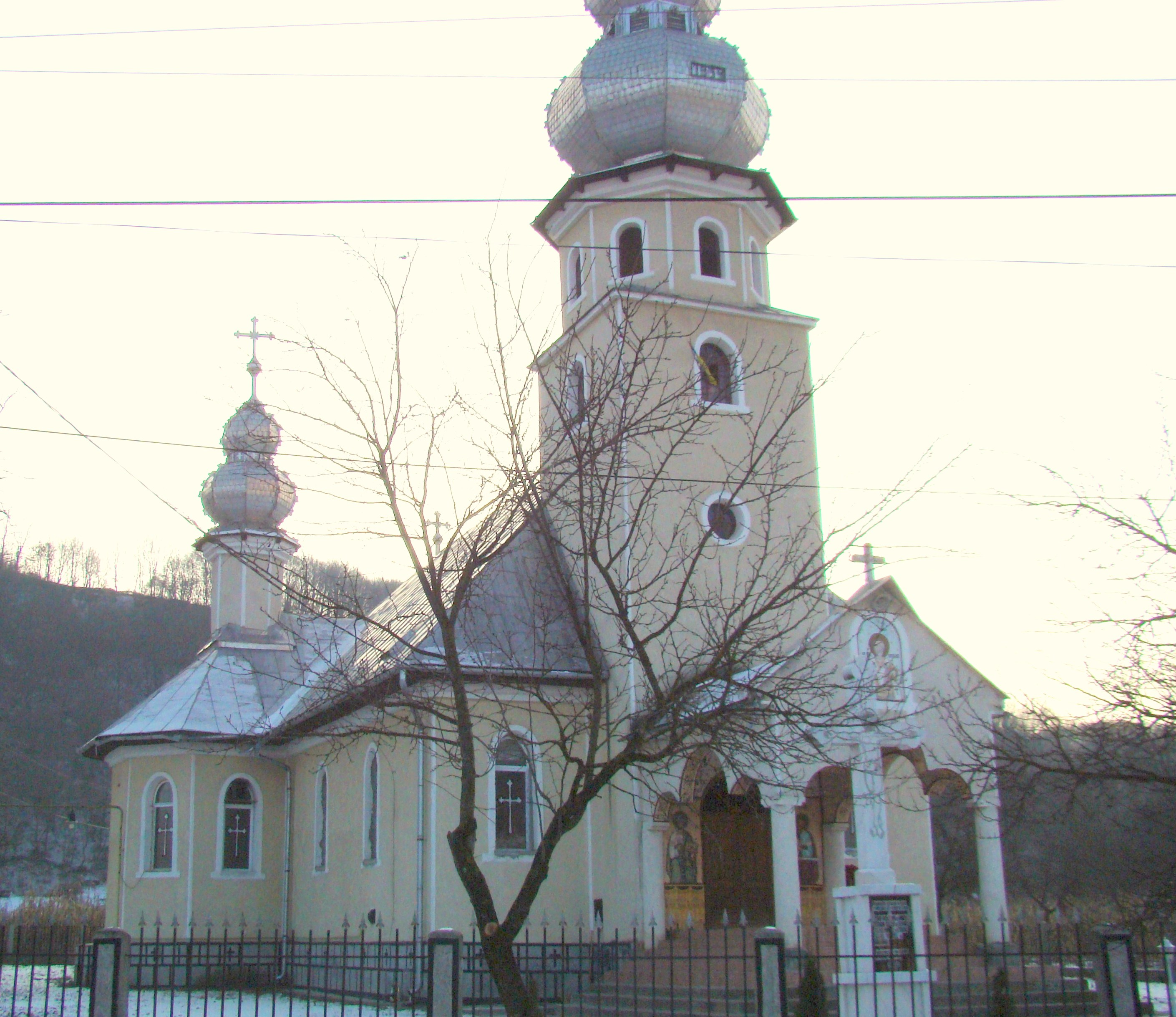
Biserica ortodoxă „Sfântul Ierarh Nicolae”
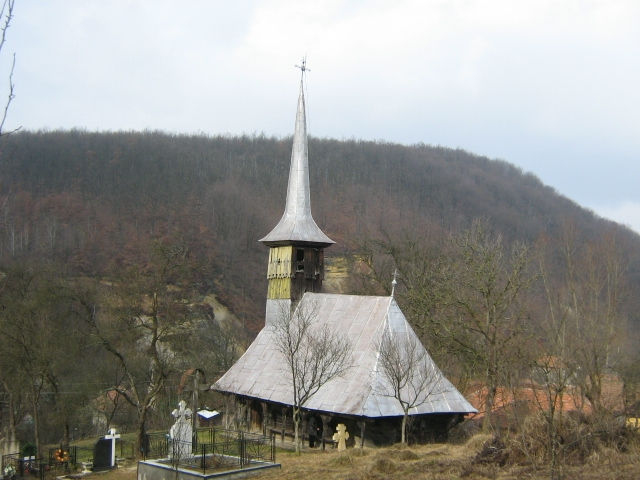
Biserica de lemn din secolul 18
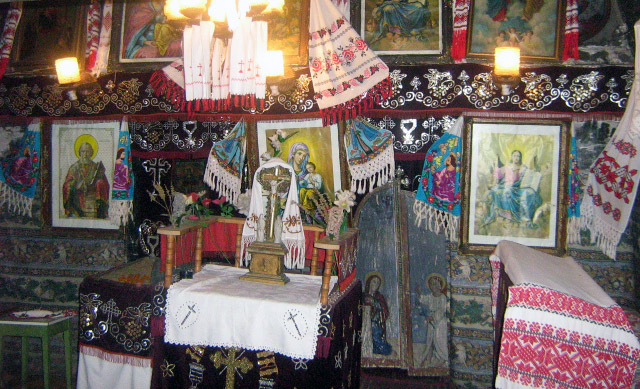
Iconostasul cu două uşi
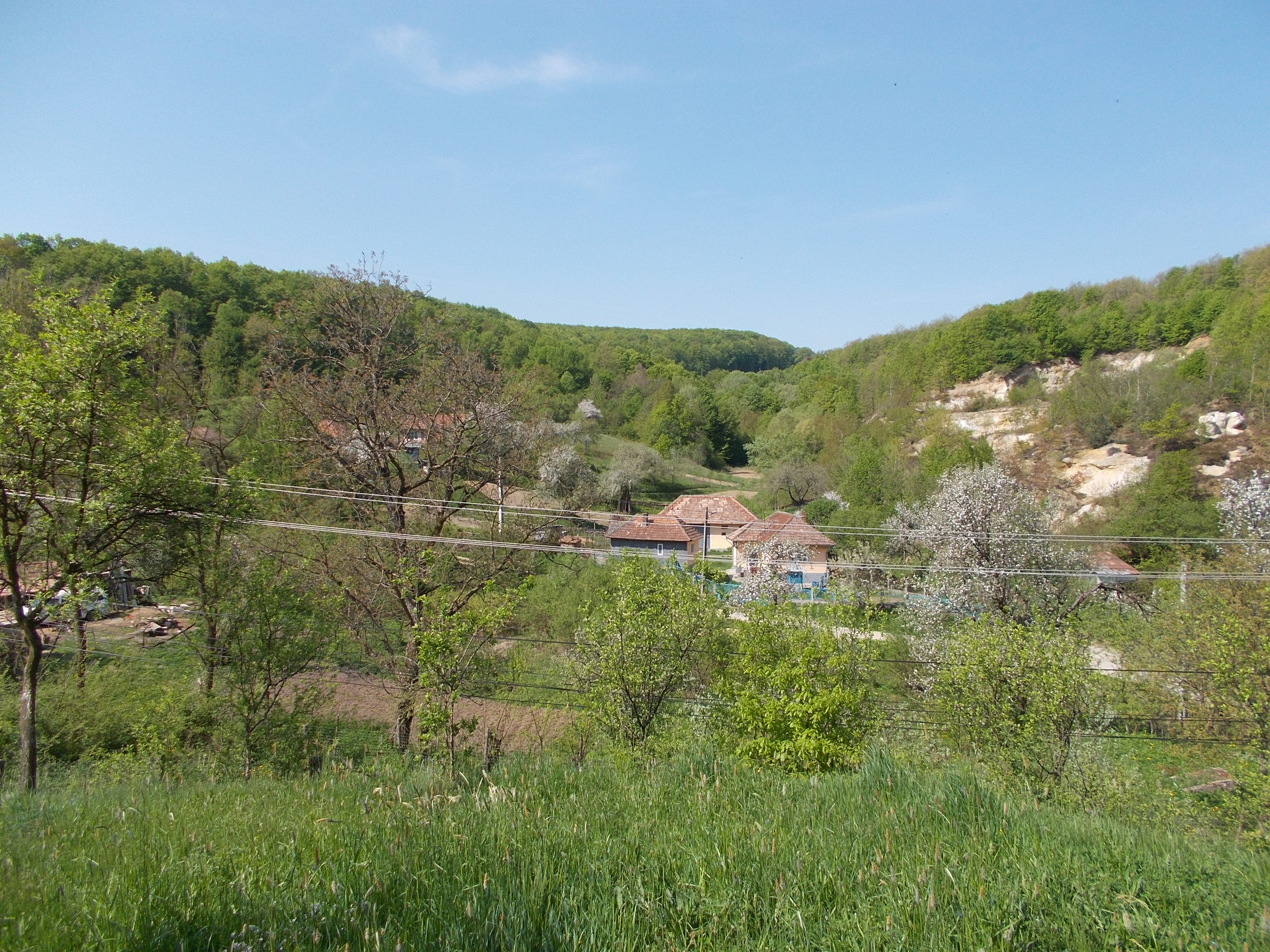
Imagine din sat